# Lanugo excincta
Lanugo excincta là một loài tò vò trong họ Ichneumonidae.